# チャーマ・ラージャ8世
チャーマ・ラージャ8世（Chama Raja VIII, 1759年8月27日 - 1776年9月6日）は、南インドのカルナータカ地方、マイソール王国の君主（在位：1770年 - 1776年）。ベッタダ・チャーマ・ラージャ（Bettada Chama Raja）とも呼ばれる。

## 生涯
1770年8月2日、兄ナンジャ・ラージャが毒殺されたことにより、チャーマ・ラージャ8世が王位を継承した。
しかし、チャーマ・ラージャ8世の治世もまた、サルヴァーディカーリー（首席大臣）のハイダル・アリーが父クリシュナ・ラージャ2世の治世末期より全権を握っていたため、名ばかりの統治であった。
1776年9月6日、チャーマ・ラージャ8世もまた兄と同様にハイダル・アリーの命により、 シュリーランガパッタナの宮殿において、風呂の中で首を絞められて殺害された。